# Az első világháború évei (1917)
1917 az első világháború negyedik éve.

## A tengeralattjáró-háború fokozása és az Egyesült Államok hadba lépése

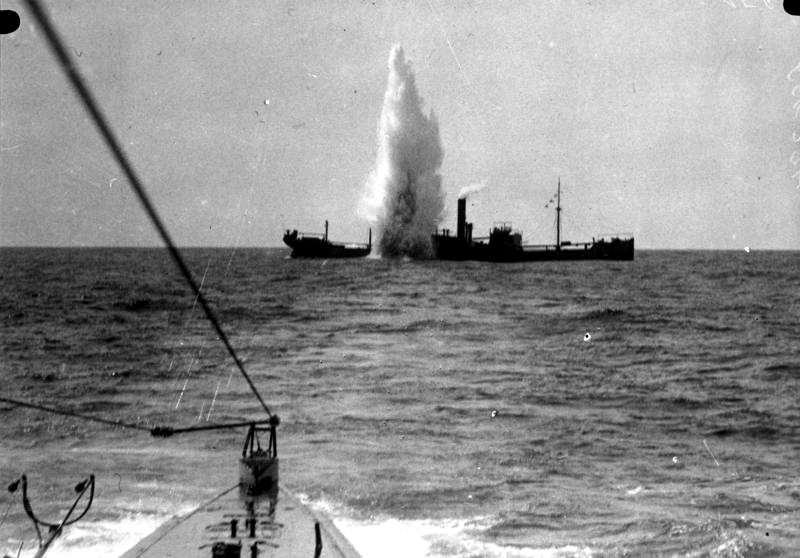
Tengeralattjáró-háború: az U 35 jelzésű német tengeralattjáró elsüllyeszt egy brit kereskedelmi hajót a Földközi-tengeren. Az U 35 a történelem legsikeresebb tengeralattjárójának számít 226 elsüllyesztett hajóval

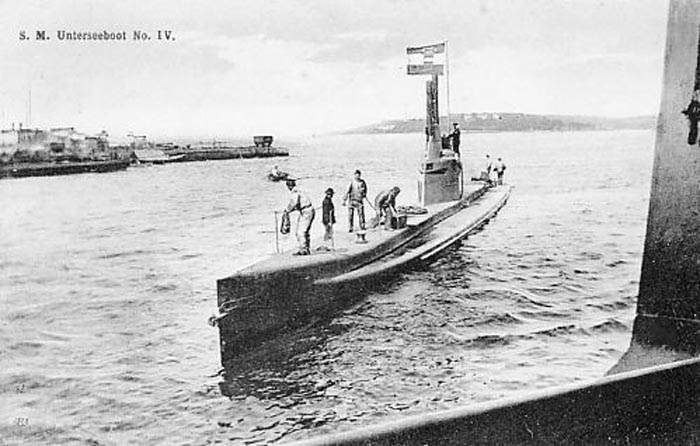
Ausztria-Magyarország egyik legsikeresebb tengeralattjárója, az U 4

1917. január 8-án és 9-én a legfelsőbb hadvezetés (OHL) hosszas sürgetés után (1916 tavasza óta, decembertől ultimátumszerűen követelve) megszerezte a császár hozzájárulását a korlátlan tengeralattjáró-háború meghirdetéséhez február 1-ei kezdettel. Az előtte az antant-hatalmak irányába tett békeajánlat és annak (előre várt) elutasítása hozzájárult ennek a lépésnek a bel- és külpolitikai előkészítéséhez. De csak az antantnak Woodrow Wilson amerikai elnök december 18-ai közvetítési ajánlatára tett válaszának január 12-ei megismerése eredményezett belpolitikai egységet Németországban. Wilson ebben többek között a mindenkori háborús célok meghatározását kérte a harcoló felektől.
Még az amúgy erősen kormánykritikus Berliner Tageblatt napilap főszerkesztője, Theodor Wolff is a következőket jegyezte meg január 12-13-án:
„Az antant Wilsonnak küldött válaszjegyzékét nyilvánosságra hozták. Ez ismerteti az antant háborús célkitűzéseit. A korábban meghódított provinciák és területek elszakítása Németországtól, Ausztria-Magyarország teljes felszámolása a nemzetiségi elv alapján, Törökország elűzése Európából stb. hatalmas jelentőséggel bír. Mély megrökönyödést váltott ki az össznémeteknél és hasonló elemeknél. Senki nem állíthatja már, hogy az antant nem a megsemmisítő háborúra törekszik és kész lenne a tárgyalásokra. […] A császár az antant válaszának következtében szózatot intézett a néphez. A korlátlan tengeralattjáró-háború előkészítéséről szól most minden.”
A központi hatalmak elutasították Wilson elnök közvetítői ajánlatát és január 31-én ezzel együtt tudatták az Egyesült Államokkal, hogy ismét – immár ténylegesen is – megkezdik a korlátlan tengeralattjáró-háborút. Erre válaszul az Egyesült Államok a Németországgal való diplomáciai kapcsolatok megszakításával válaszolt.
Az Egyesült Államok 1917. április 6-án üzent hadat a Német Birodalomnak, miután Wilson elnök négy nappal korábban a kongresszust a „békeszerető” demokráciák keresztes háborújában való részvételre szólította fel a Föld „katonailag agresszív” autokráciáival szemben. A kongresszus mindkét házának túlnyomó többsége hozzájárult a hadüzenethez. A hadba lépés mögött valójában az állt, hogy az USA és Németország háború utáni világrendről alkotott képe nem volt összeegyeztethető egymással. A németek európai hegemóniára való törekvése és az amerikaiak világpolitikai ambíciói alapvető érdekkülönbséget eredményeztek. Már a háború előtt is egyre inkább az a nézet uralkodott az Egyesült Államokban, hogy a Tirpitz-tervhez kapcsolódó politikai stratégia hosszútávon sérteni fogja az amerikai érdekeket, többek között a Monroe-doktrínát is. Ezen felül a 20. század elején az amerikai tudományos élet képviselői és a politikusok bizalmatlanul tekintettek a németek kulturális fölényérzetére és a németek elképzeléseire az állam szerepét illetően. A háború kezdete óta egyre jobban kiépülő gazdasági összefonódás az antanthatalmakkal, a vélt vagy valós német háborús rémtettekről érkező hírek (mint pl. a Bryce-jelentés) és az amerikai áldozatokat is követelő hajóelsüllyesztések (pl.: Lusitania), mind erősítették a németellenes hangulatot. Az USA a háború kitörésekor megkezdett fegyverkezésével eredetileg azonban nem a háborúba való belépésre, hanem az ezt követő potenciális háborúra készült. A választási kampány során Wilson 1916. november 7-én még arra helyezte a hangsúlyt, hogy az Egyesült Államok semlegességét meg kell őrizni, ami Wilson győzelme után még hasznos is volt a német kormányzat számára, mivel így keményebb módon folytathatta a háborút. Az USA hadba lépése szempontjából döntő jelentőségű volt Wilson 1916. december 18-ai békekezdeményezésére adott német reakció (lásd feljebb). A német békefeltételek bizalmas és ugyanakkor relativizált közlése – ami lényegében az amerikai közvetítésre tett javaslat elutasítása volt – a korlátlan tengeralattjáró-háború újbóli felvételének bejelentésével egyidőben történt. Németország közölte azt is, hogy a semleges államok hajói – így az Egyesült Államokéi is – a meghatározott háborús övezetben el lesznek süllyesztve.
Wilson a német bejelentést először kétkedve fogadta, majd mély csalódottsággal vette azt tudomásul. Habár Wilson tanácsadóinak többsége – mindenek előtt Robert Lansing és Edward Mandell House – a hadba lépést sürgették, Wilson február 3-án egyelőre csak a diplomáciai kapcsolatokat szakította meg Németországgal és előbb ki akarta várni, hogy a német vezetés valóra váltja-e a fenyegetését. Február 24-én az amerikai kormányzat tudomást szerzett a német külügyminisztérium államtitkára által küldött és elfogott üzenetről, a Zimmermann-táviratról, melynek tartalmát március 1-én a The New York Times leközölte. Ebben Németország a mexikói kormányzatnak szövetségi ajánlatot tett háború esetére és jelezte, hogy „bőséges pénzügyi segítséget nyújt és megértést tanúsít” abban az esetben, ha Mexikó „Texasban, Új-Mexikóban és Arizonában korábban elveszített területeket visszaszerez.” Ezen információk után az amerikai lakosság harckészsége felől már nem lehetett kétség, amit tovább erősített, hogy március folyamán a német tengeralattjárók támadásainak következtében újabb amerikai állampolgárok veszítették életüket. 1917 decemberében az Egyesült Államok Ausztria-Magyarországnak is hadat üzent.

## Téli éhínség Németországban
1916-1917 telén több tényező is közrejátszott abban, hogy Németországban (és szövetségeseinél) felütötte a fejét az éhínség, aminek egyik fő okozója a kedvezőtlen időjárás miatti gyenge terméshozam volt a földeken. Ezt a szűkös telet német nyelvterületen Steckrübenwinter („karórépatél”) néven emlegetik. Az árak anomáliái (lásd feljebb) azt hozták magukkal, hogy a termelőknek jobban megérte a krumplit és a kenyérgabonát állati takarmányként hasznosítani vagy szeszfőzdéknek eladni. Februárban az átlagos napi tápanyagbevitel 1000 kilokalóriára csökkent, miközben az egy lakosra jutó átlagos értéknek 2410 kilokalóriának kellett volna lennie. Az élelmiszerellátás nehézségei eszkalálódtak. Az 1917-es téli éhínség ezzel együtt mélyen megrendítette a társadalmi szolidaritásról alkotott képet (a termelők és fogyasztók relációjában) és az államnak az élelmiszerellátási gondok kezelésében való képességeit illetően.

## Forradalom Oroszországban

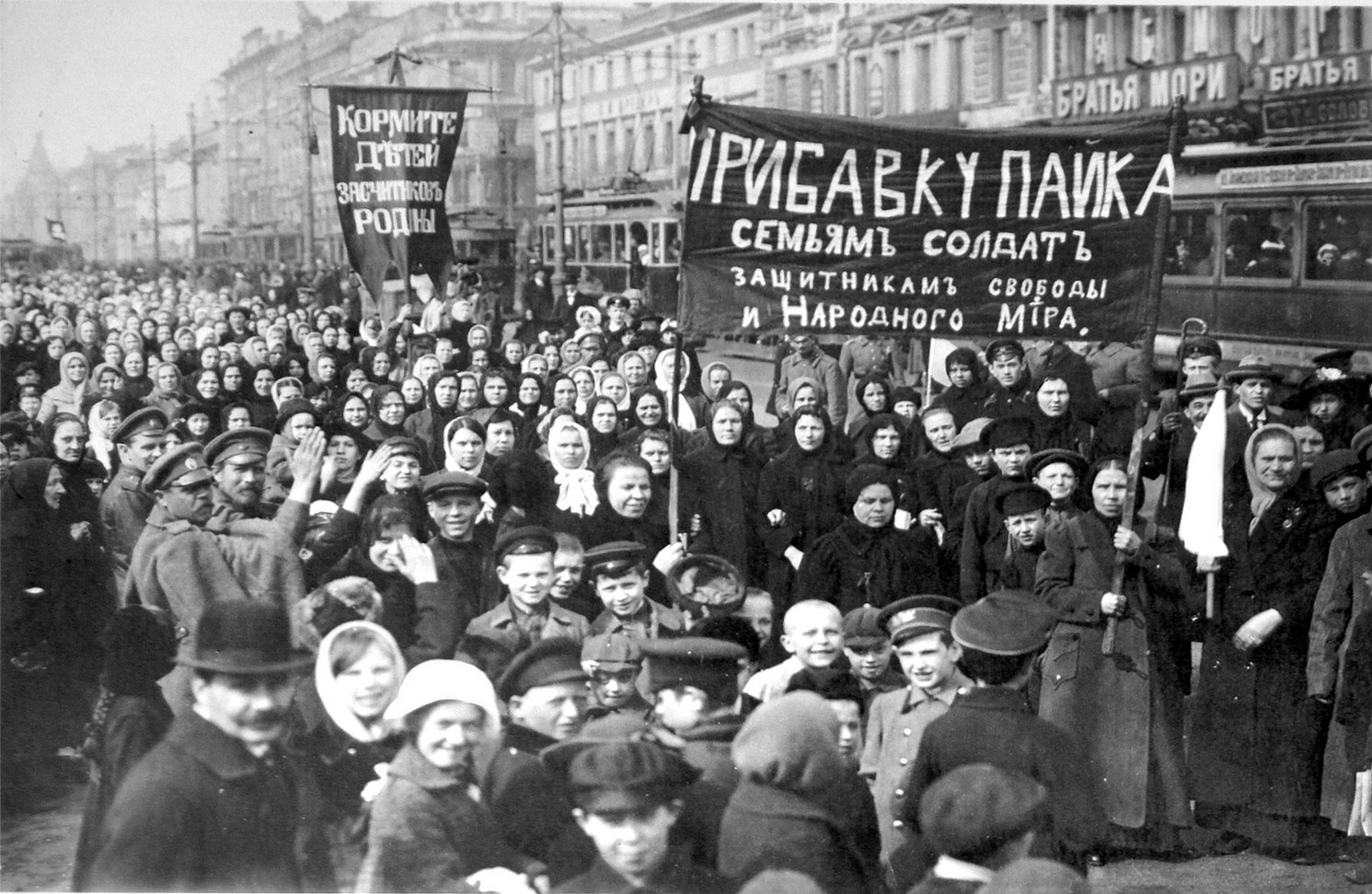
A petrográdi tömegdemonstrációk (a képen) váltották ki a februári forradalmat

A Kerenszkij-offenzíva térképe

Az első „ipari” háború követelményei egyre inkább meghaladták a főként mezőgazdasági jellegű Oroszország képességeit és ez hozzájárult az amúgy is súlyos szociális problémák kiéleződéséhez. Ehhez jött még a Balti- és a Fekete-tenger blokádja a központi hatalmak részéről, ami döntő jelentőséggel bírt Oroszország kimerüléséhez a háborúban. A Balti-tengeren az import 70%-a, a maradék 30% túlnyomó része a Fekete-tengeren át érkezett az országba. A háborús terhek, a növekvő infláció és mindenekelőtt az erős élelmiszerhiány miatt a munkások és a katonafeleségek és első alkalommal parasztfeleségek részvételével 1917. március 8-ra (orosz naptár szerinti feb. 23.) Petrográdban tömegdemonstrációkat szerveztek, amihez már március 11-én (feb. 26.) csatlakozott a petrográdi helyőrség. Ebből nőtte ki magát a februári forradalom. A munkástanácsok az 1905-ös megmozdulásokhoz hasonlóan tanácsokat (szovjeteket) hoztak létre, melyek a demonstrálók követeléseit képviselték és megpróbálták ezeket politikai úton keresztülvinni. A tanácsok élén egy végrehajtóbizottság állt, ami eleinte többnyire mensevikekből és szociálforradalmárokból (eszerekből) tevődött össze. 1917. március 14-én (márc. 1.) a petrográdi szovjet kiadta az 1-es számú parancsát, aminek értelmében a kormányzatnak csak azon parancsait lehetett végrehajtani, melyek nem mondtak ellent a szovjetekéinek. Ezt az akaratát a szovjet keresztül tudta vinni. A dumában képviselettel rendelkező polgári pártok ezzel párhuzamosan átmeneti kormányzatot hoztak létre Georgij Lvov miniszterelnök vezetésével és rá tudták venni a cárt a lemondásra (1917. március 16./március 3.). Ennek következtében egy „kettős hatalom” jött létre az átmeneti kormány és a szovjetek között. Az orosz lakosság nagy része csalódottan vette tudomásul, hogy az átmeneti kormányzat a háború folytatása mellett döntött. A szovjetek ekkori összetétele is támogatta ebben a kormányzatot. Szövetségesei az oroszországi fejleményeket többnyire pozitívan ítélték meg, mivel Oroszország antidemokratikus államként problémát jelentett a saját propagandájuk számára, mely folyamatosan a demokrácia harcát hangsúlyozta az önkényuralom ellen. A német vezetés lehetővé tette, hogy 1917. április 3-án Lenin és 30 másik bolsevik vezető – időnként egy német vonaton utazva – a svájci emigrációból Finnországon keresztül visszatérjen Oroszországba. Oroszország Szociáldemokrata Munkáspártjának bolsevik („többségi”) szárnya – melynek vezetői az 1905-ös forradalom óta többnyire emigrációban éltek – a háború kezdete óta a saját kormányzat háborúpárti politikája ellen próbált mozgósítani és „a jelenlegi imperialista háború polgárháborúvá tételét” propagálta, de eleinte nem sok sikerrel. Az Alexander Parvus közvetítő révén a Svájcban élő Leninnel kapcsolatot tartó német kormányzat ezt követően a forradalmárokat nagy pénzösszegekkel (vélhetőleg több millió márkával) támogatta, hogy ezáltal az orosz államot destabilizálja. Közvetlenül a visszatérése után, 1917. április 20-án (ápr. 7.) Lenin közzé tette áprilisi téziseit, melyekben a forradalom további történéseivel kapcsolatos meglátásait mutatta be és a háború azonnali befejezését követelte, ami a háborúba belefáradt lakosság körében nagy támogatásra talált. A háború folytatását és a különbéke elutasítását tartalmazó Miljukov-jegyzék nyilvánosságra hozatala éppen a „Munkásmozgalom harci napján” (ápr. 18./május 1-én) a tüntető tömeg amúgy is forró hangulatát tovább fokozta és ez eredményezte az „áprilisi válságot”, ami a kormányzat átalakítását eredményezte a szovjetekben részt vevő mérsékelt-baloldali pártok bevonásával.

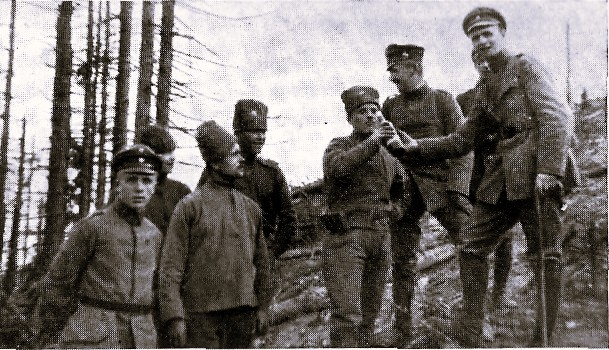
Találkozás a senkiföldjén

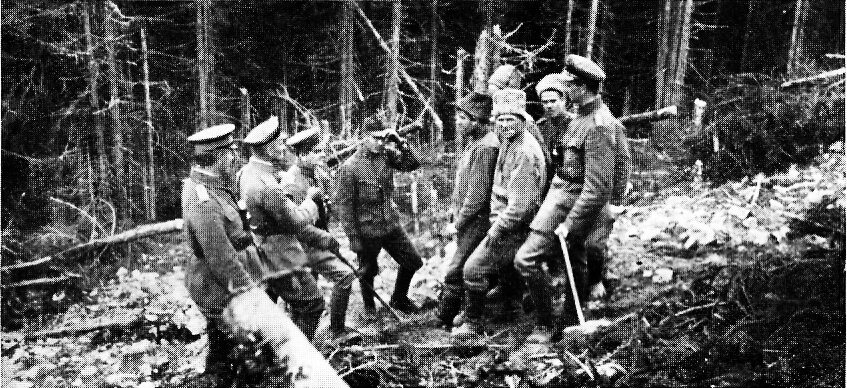
Találkozás a német szögesdrótok előtt

Alekszandr Kerenszkij, aki hadügyminisztere volt az 1917. május 19-én felállított koalíciós kormánynak és egyben ügyvivője volt a munkás- és katonatanácsoknak, a „béke vereség nélkül” koncepciója értelmében elérte, hogy offenzívát indítsanak Berezsani, Lemberg és Vilna visszafoglalására. A hadművelet őutána Kerenszkij-offenzívaként lett ismert és június 29-én a keleti fronton mindaddig ismeretlen intenzitással vette kezdetét. A súlypontja Ivano-Frankivszk (Stanislau) térségében volt, ahonnan kiindulva az orosz hadsereg július 11-re elérte Kalust, majd itt a támadás kifulladt. A támadás a többi frontvonalon is sikertelen volt, aminek következtében az orosz hadseregnél a bomlás jelei mutatkoztak és tömegével kezdtek el dezertálni a katonák. Ezt tapasztalva július 25-én Kerenszkij leállította az offenzívát. A központi hatalmak ellentámadásukkal Tarnopolig és Csernovicig törtek előre augusztus 3-ig, amivel Kelet-Galíciát és Bukovinát is visszaszerezték. Oroszországban július elején a bolsevikok próbáltak meg puccs révén hatalomra kerülni, de a hadsereg leverte a próbálkozásukat. Lenin ekkor Finnországba menekült.  Szeptemberben a német csapatok elfoglalták Rigát, majd októberben az Albion hadművelet keretében Ösel, Dagö és Moon balti-tengeri szigeteket, aminek következtében az orosz hadsereg ellenállása csaknem teljesen összeomlott.
Amikor szeptember végén Kornyilov tábornok próbálkozott meg puccsal, Kerenszkijnek a forradalom eredményeinek védelméhez a bolsevikokhoz kellett fordulnia, amivel lényegében rehabilitálta őket. November elején eszkalálódott az oroszországi helyzet. A Finnországból visszatérő Lenin vezette októberi forradalom (1917. november 6.; október 14.) megbuktatta az átmeneti kormányt és ezzel a bolsevikok átvették a hatalmat. A bolsevikok már 1917. november 8-án kiadták a békedekrétumukat, amitől várható volt, hogy a központi hatalmak keleti frontján jelentősen kisebb lesz a nyomás. 
December 5-én a központi hatalmak és Oroszország között egy többször meghosszabbított 10 napos fegyverszünet köttetett, december 22-én pedig Breszt-Litovszkban megkezdődtek az eleinte még eredményekkel nem járó béketárgyalások, melyek 1918. március 3-án a breszt-litovszki békeszerződéssel zárultak.

## Németország defenzívában a nyugati fronton

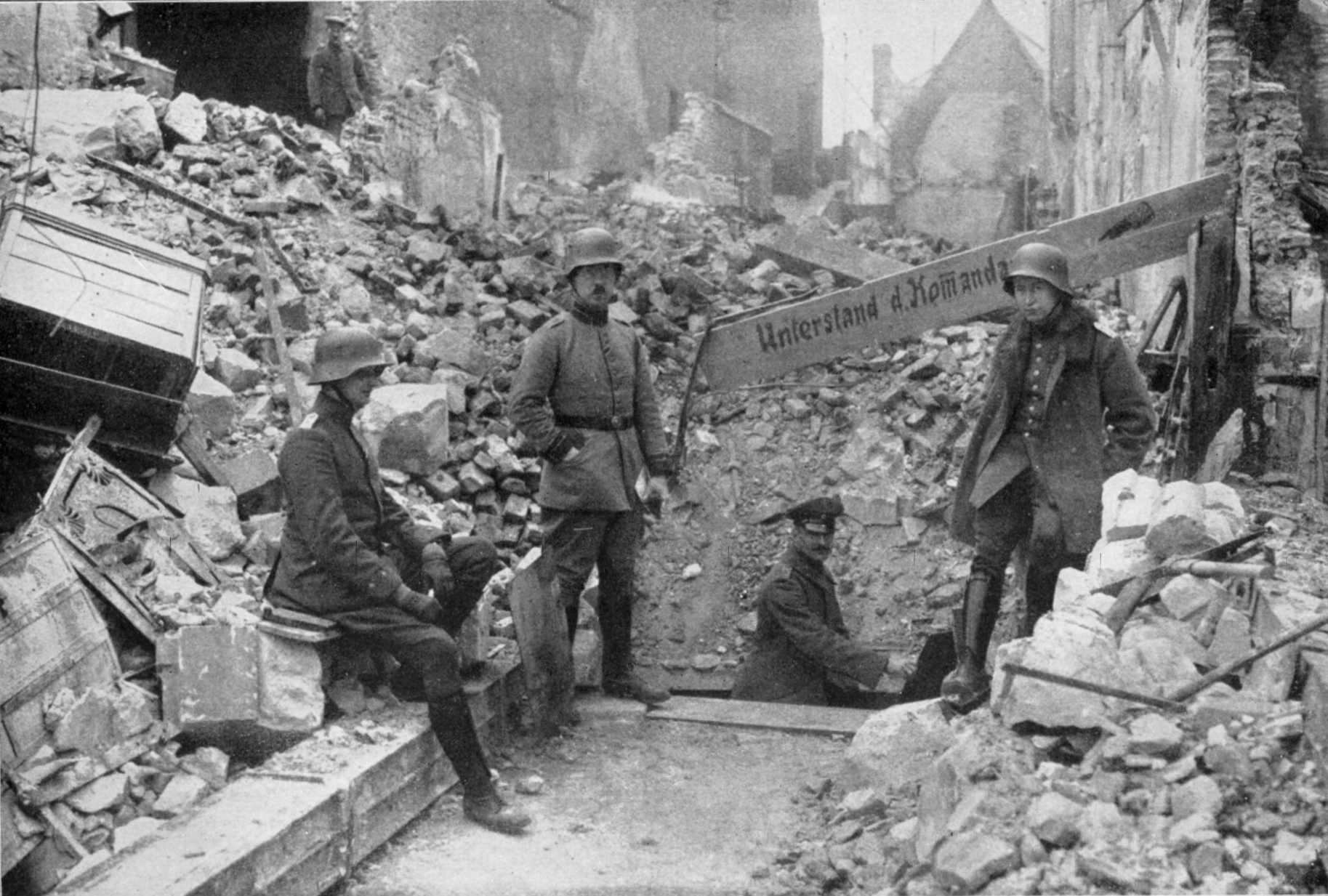
A Siegfried állás részét képező Saint-Quentint jórészt lerombolták, a képen a német parancsnokság bejárata

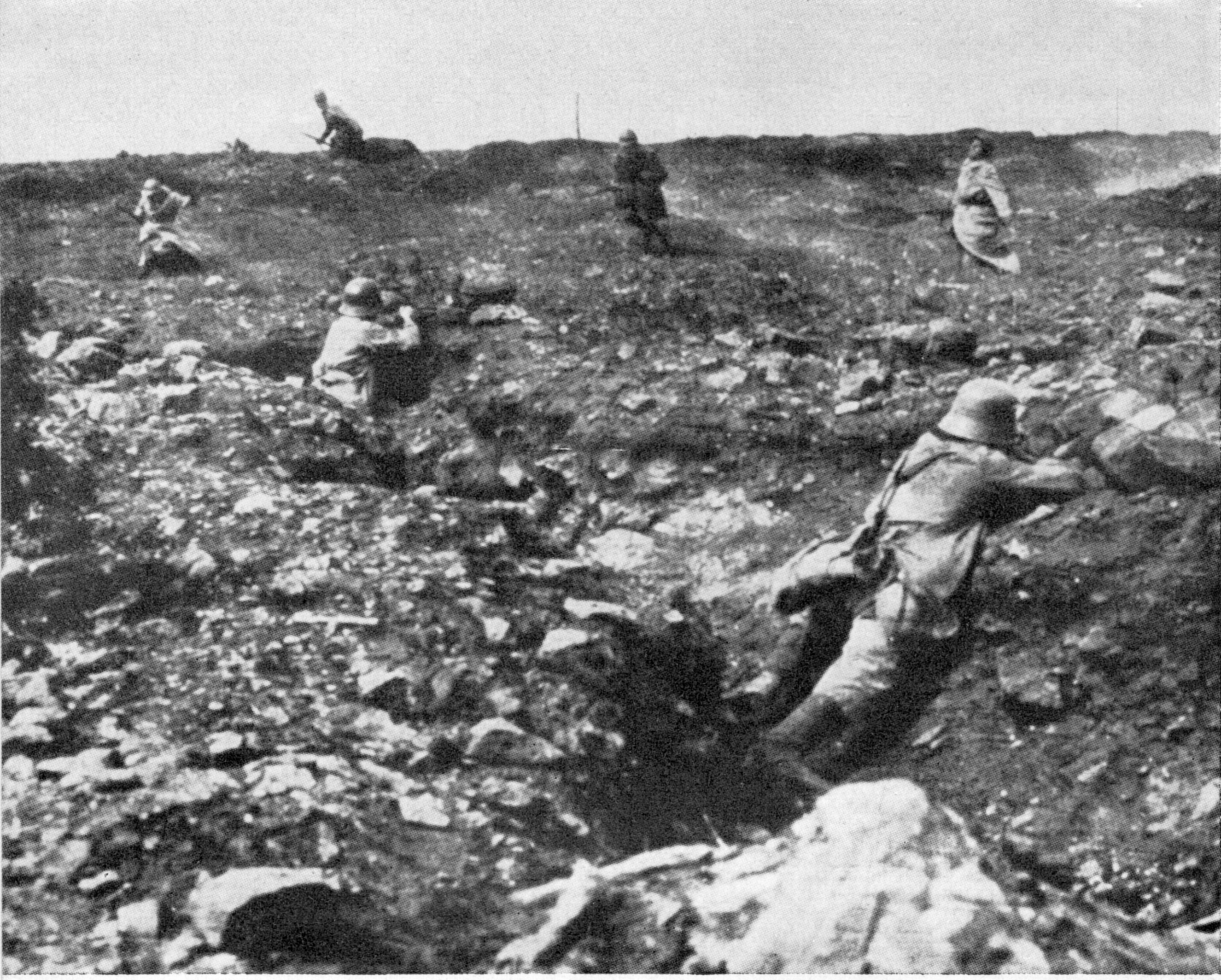
Eredménytelen francia gyalogsági roham egy pergőtűzzel megszórt német állás ellen

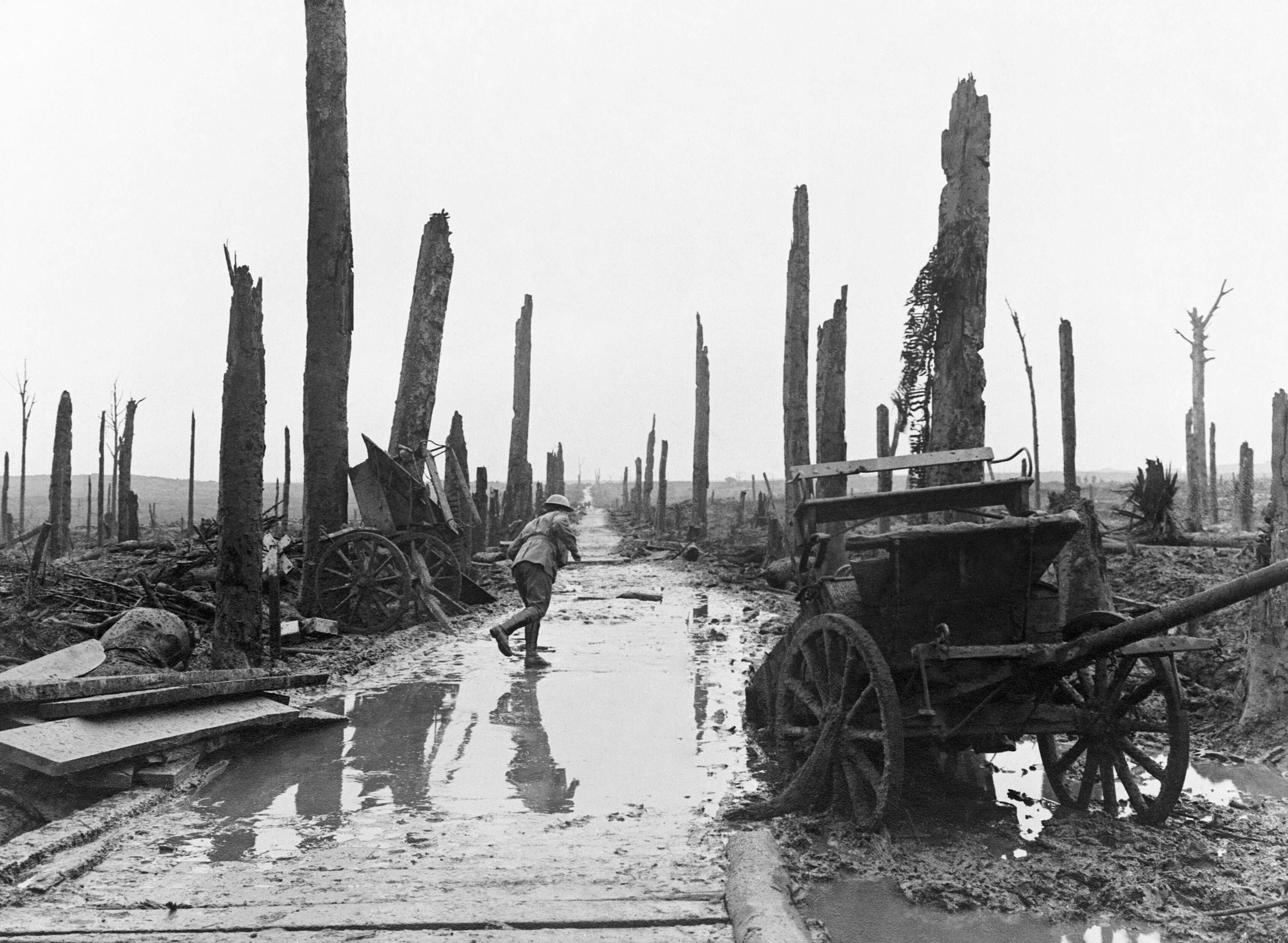
Szétlőtt erdő Ypern mellett

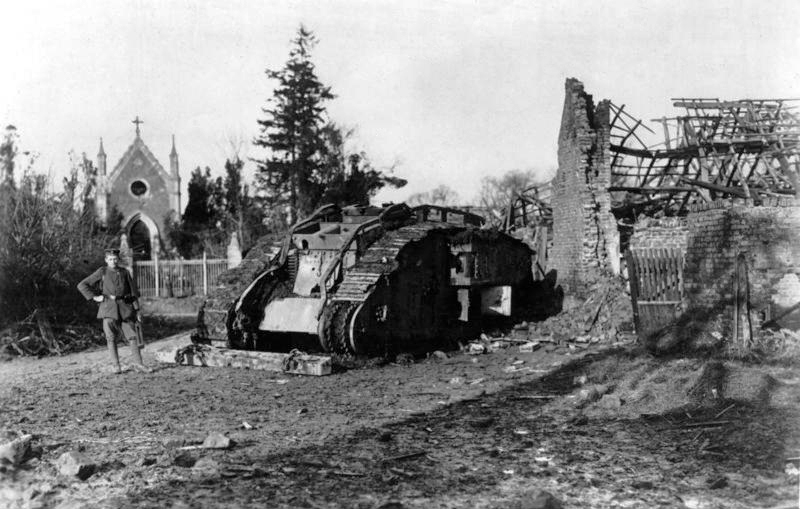
Kilőtt brit harckocsi Cambrai mellett 1917-ben

1918 márciusában a nyugati front középső részén, a Somme mentén lévő német csapatok az Alberich hadművelet keretében az erősen kiépített Siegfried állásba vonultak vissza. Ez három napot vett igénybe (március 16-19.) és 50 km-rel rövidítette le a frontvonalat. A visszavonulás és a tengeri háború fokozása az előző év nagy csatáinak (Verdun, Somme) volt a következménye, melyekben a németek jelentős veszteségeket szenvedtek. A visszavonulást a „Rupprecht koronaherceg” hadseregcsoport kezdeményezte és bár Ludendorff ellenezte a tervet, a koronaherceg keresztül tudta vinni azt. A Siegfried állás (Siegfriedstellung) kiépítése volt az első világháború legnagyobb építési vállalkozása, amit főként hadifoglyokkal és kényszermunkásokkal végeztettek el. A németek a taktikai visszavonulás előtt utasításaik szerint szisztematikusan elpusztították és elaknásították az elhagyandó területet, néhol robbanó csapdákat is elhelyeztek, a lakosokat pedig deportálták. Egyes helyek, mint például Bapaume épületeit felrobbantották, összesen 150 000 embert deportáltak, köztük Saint-Quentin mind a 40 000 lakosát. Katonai értelemben a hadművelet sikeresnek számított: javított a német csapatok helyzetén a front lerövidítése által és a jól kiépített állásokba való visszavonulással keresztül húzta az antant 1917 tavaszára tervezett nagy offenzívájának terveit. Külföldön ugyanakkor éppolyan negatív volt a fogadtatása a visszavonulásnak, mint az elhagyni szánt területeken a „polgári életet teljesen felszámoló és a történelmi tájat pusztává változtató” kiürítési műveleteknek.
A Chantilly-ben tartott második konferencián az antanthatalmak 1916 novemberében ismét összehangolt offenzívák megindításában egyeztek meg. Robert Nivelle az északfrancia Arras városát jelölte meg az április 9-én megindítani tervezett támadás kiindulópontjaként, ahol a britek (ill. új-zélandiak és kanadaiak) állomásoztak. A fő támadást pár nappal később a francia hadsereg indította volna az Aisne mentén és Champagne-ban. A somme-i csata kudarca után az antant az 1915-ös koncepcióhoz tért vissza: A front Lille és Verdun között húzódó még mindig nagy ívét annak két szárnyán benyomva kellett elvágni. A franciák fő célja Chemin des Dames bevétele volt. Az Arras-nál indított támadás meglepetésként érte a németeket, ami miatt a parancsnokukat Ludwig von Falkenhausen tábornokot leváltották. A küszöbön álló támadás méretei rejtve maradtak a németek előtt, nem utolsósorban annak köszönhetően, hogy 24 000 katonát Arras alagútrendszereiben bújtattak el a német felderítés elől. Ennél az offenzívánál jóval több hadianyag került bevetésre, mint a Somme-nál az előző évben. A kanadaiaknak sikerült egy stratégiailag fontos magaslati vonulatot elfoglalniuk Vimy-nél, de az előrenyomulás ezután elakadt. A francia támadás 130 km-rel délebbre a területi nyereségek ellenére is kudarc lett, a hadműveleti célként meghatározott Chemin des Dames-t nem sikerült elfoglalni. Mindkét offenzívát már májusban le kellett fújni a magas veszteségek miatt. A német hadsereg egy Fritz von Loßberg által kidolgozott flexibilis védelmi stratégiának („Verteidigung in der Tiefe” – mélységi védelem) köszönhetően átváltott a védelmi erők mélyebben és összetettebben való felállítására. A britek és a franciák által bevetett mintegy 170 harckocsi technikai problémáik és csekély számuk miatt még nem tudtak jelentős hatással bírni. Mérges gázt mindkét oldal bevetett, amit ekkor már mindkét oldal gázgránátok formájában vetett be (nem pedig palack megnyitásával eregették a gázt a haberi eljárásnak megfelelően).
A Chemin des Dames irányába indított offenzíva kudarca lázadásokhoz vezetett a francia hadsereg 68 hadosztályánál. A kétmillió francia katona közül 40 000 vett részt a lázongásban. Öt hadosztályt érintett a rendbontás komolyabb mértékben, ezek az offenzíva zónájának déli részén, Soissons és Reims között állomásoztak. A szintén itt bevetett Franciaországi Orosz Expedíciós Hadtestnél is hasonló problémák jelentkeztek. Az Arras-nál elért kezdeti brit sikerek miatt főként ott okozott csalódást a várt jelentős eredmények elmaradása. A lázongások rend szerint nem a fronton legelöl lévő csapatoknál kezdődtek, hanem azoknál, melyeket pihentetni kivontak a harcból és parancsot kaptak a frontra való visszatérésre. A konkrét követelések közé a több pihenő, a jobb élelmezés, a katonák családjainak helyzetének javítása, illetve a „mészárlásnak” való véget vetés tartoztak. Az utóbbi tiltakozás volt a hadvezetés módszerei ellen. Egyes esetekben követelték a „békét” és az „igazságtalansággal” való felhagyást, ami utóbbi alatt első sorban a hadkötelességet értették. Becker és Krumeich megfogalmazása szerint „a lázongó katonák túlnyomó többsége nem magát a háború folytatását vonta kétségbe, hanem csak az ellen tiltakozott, hogy haszontalanul mészároltatják le őket.” Április 29-én a francia főparancsnokként Verdun védelmét megszervező Pétain váltotta Nivelle-t. A defenzívebb hadviselésre átálló Pétainnek sikerült a francia hadseregben meglévő nyugtalanságot kordában tartania. Új harcmódot honosított meg, ami nagyban hasonlított a németeknél alkalmazott mélységi védekezéshez. Két korlátolt méretű és sikeres offenzívát leszámítva – augusztusban az Aisne-nál, októberben pedig Ailette-nél – a francia hadsereg 1917 júliusa és 1918 júliusa között nem vállalkozott újabb offenzíva megindításával. Pétain emellett javított a csapatai ellátmányán és több pihenőidőt biztosított számukra. A lázadók nagyjából 10%-át bíróság elé állították. 3427 katonát ítéltek el, a hadbíróságok 554 halálos ítéletet hoztak, melyek közül 49-et hajtottak végre. A német csapatok a lázongás tetőpontján (május-június folyamán) megelégedtek azzal, hogy konstatálták az ellenség passzivitását, mivel nem látták át annak okait és más frontokon is erősen le voltak kötve.
A messines-i csata (május 21.–június 7.) során a briteknek sikerült egy stratégiailag fontos vonulatot Yperntől délre elfoglalniuk. Brit, kanadai, ausztrál és új-zélandi bányászok másfél éves munka után 21 nagy méretű aknát helyeztek el a német vonalak alatt, melyek aktiválása a leghatásosabb hadi célú robbantásnak számít a történelemben 10 000 halottat követelve és 6400 további német katona hallásvesztését okozva. A magaslati vonulat meghódításával biztosították a jobbszárnyat és ez lehetővé tette az antant számára, hogy nagyméretű offenzívát indítsanak brit vezetéssel, ami a harmadik flandriai csatát eredményezte (július 31.–november 6.). Az offenzívától azt remélték, hogy áttörve elfoglalhatják a német tengeralattjáróknak támaszpontul szolgáló Ostende és Zeebrügge városokat. A támadás némi sikerek elérése után október 9-én Langemark-Poelkapelle közelében elakadt. Emellett nem járt sikerrel a támadás súlyponti része sem, mely Geluveld felé mutatott, aminek következtében az antant csapatai folyamatosan ki voltak téve oldalról érkező tűznek. Passchendaele romjainak november 6-ai, kanadai csapatok általi bevétele után a harcok alábbhagytak. Az antant csapatai itt érték el a legnagyobb sikerüket azzal, hogy 8 km-rel tudták visszaszorítani a németeket. A két oldal vesztesége mintegy 585 000 fő volt.
A cambrai-i csata során (november 20.–december 6.) került sor első ízben zárt harckocsi-alakulatok hadműveleti szintű bevetésére, ami így mérföldkőnek számít a háborúk történetében. A Királyi Harckocsi Ezred (Royal Tank Regiment) 320 járműve – 400 repülőgép, hat gyalogos- és három lovashadosztály támogatásával – rövid tüzérségi előkészítés után egy 15 km széles fronton Havrincourt térségében betörtek a Siegfried állásba és mintegy hét kilométert haladtak előre. Az új támadóeljárás meglepte a németeket, mivel eddig a támadási szándékot a mélyen tagolt védelmi állások miatt többnapos tüzérségi előkészítés előzte meg, ez viszont ezúttal elmaradt. A vasúti csomópontnak számító Cambrai-ig való előretörés azonban nem valósult meg, a bevetett páncélosok jó egyharmada megsemmisült. Egy november 30-án indított német ellenoffenzívával a németeknek sikerült az elveszített területek nagyobb részét visszaszerezniük. Ezen siker alapján a németek arra a később tévesnek bizonyuló következtetésre jutottak, hogy nem szükséges saját páncélosalakulatokat felállítaniuk.

## A mellékfrontok

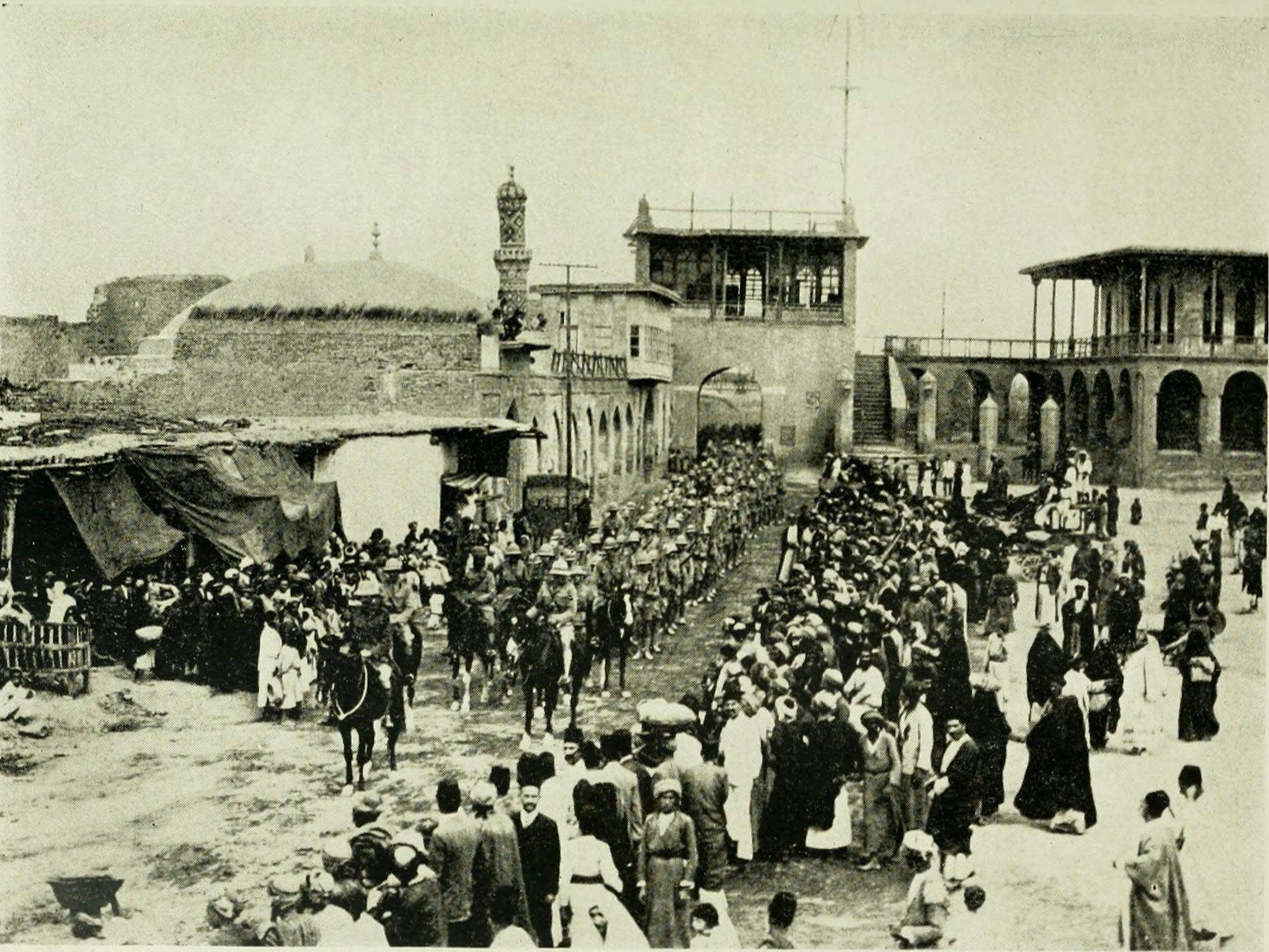
A brit-indiai hadsereg Frederick Stanley Maude tábornok vezetésével bevonul Bagdadba

A britek az év elején a mezopotámiai fronton megújították a támadásukat Bagdad irányába és február 24-én elérték Kút városát, majd meglepetésszerűen még az esős évszak kezdete előtt, március 11-én elfoglalták Bagdadot, a törököknek pedig Moszulig kellett visszavonulniuk. Bagdad eleste nagy csapás volt az Oszmán Birodalom és a központi hatalmak számára, mivel így az összes – főként a Bagdadi vasúthoz kapcsolódó keleti tervük kétségessé vált. Ezért a korábbi német vezérkari főnököt, Erich von Falkenhaynt azzal bízták meg, hogy Enver Pasával készítse elő a „Jilderim” (Villám) hadműveletet Bagdad visszaszerzésére.

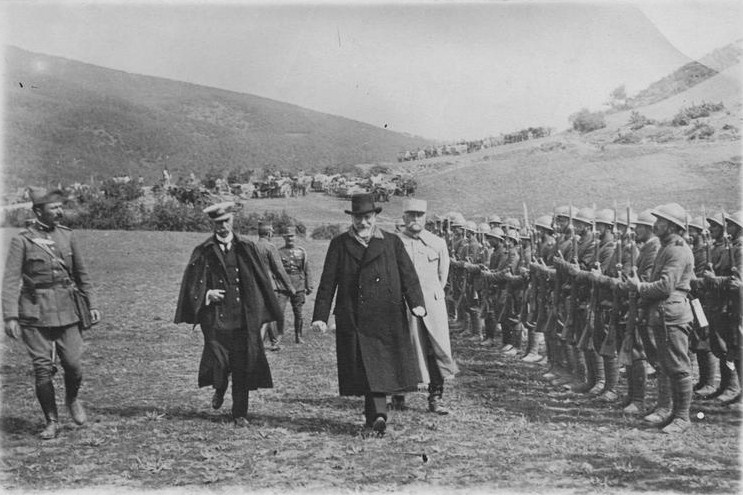
Elefthériosz Venizélosz, Pavlos Koundouriotis tengernagy (balra) és Maurice Sarrail tábornok (jobbra) kíséretében megszemléli a görög csapatokat

1917. június 29-én a Görög Királyság belépett a háborúba az antant oldalán. Ezt megelőzően már harcoltak görög önkéntesek az oldalukon a makedóniai fronton. Az antant csapatainak 1915 végén görög földön való partraszállása óta lezajlott a „nemzeti szkizma” Görögországban, melynek során Elefthériosz Venizélosz vezette átmeneti ellenkormány az antant felé fordulva az egyre nagyobb brit-francia intervenciónak köszönhetően érvényesülni tudott az I. Konstantin király körül csoportosuló németbarát táborral szemben. Miután az antant az országának minden stratégiailag jelentős részét megszállta, közte a fővárost, Athént is, és a francia főbiztos, Charles Jonnart ultimátumot küldött neki, Konstantin király 1917 júniusában lemondott és emigrációba távozott. Venizélosz ellenben Szalonikiből visszatért Athénba, összehívta az 1915-ben megválasztott parlamentet és kormányt alakított, majd hadat üzent a központi hatalmaknak. Az ország új királya Sándor lett.

A caporettói áttörés

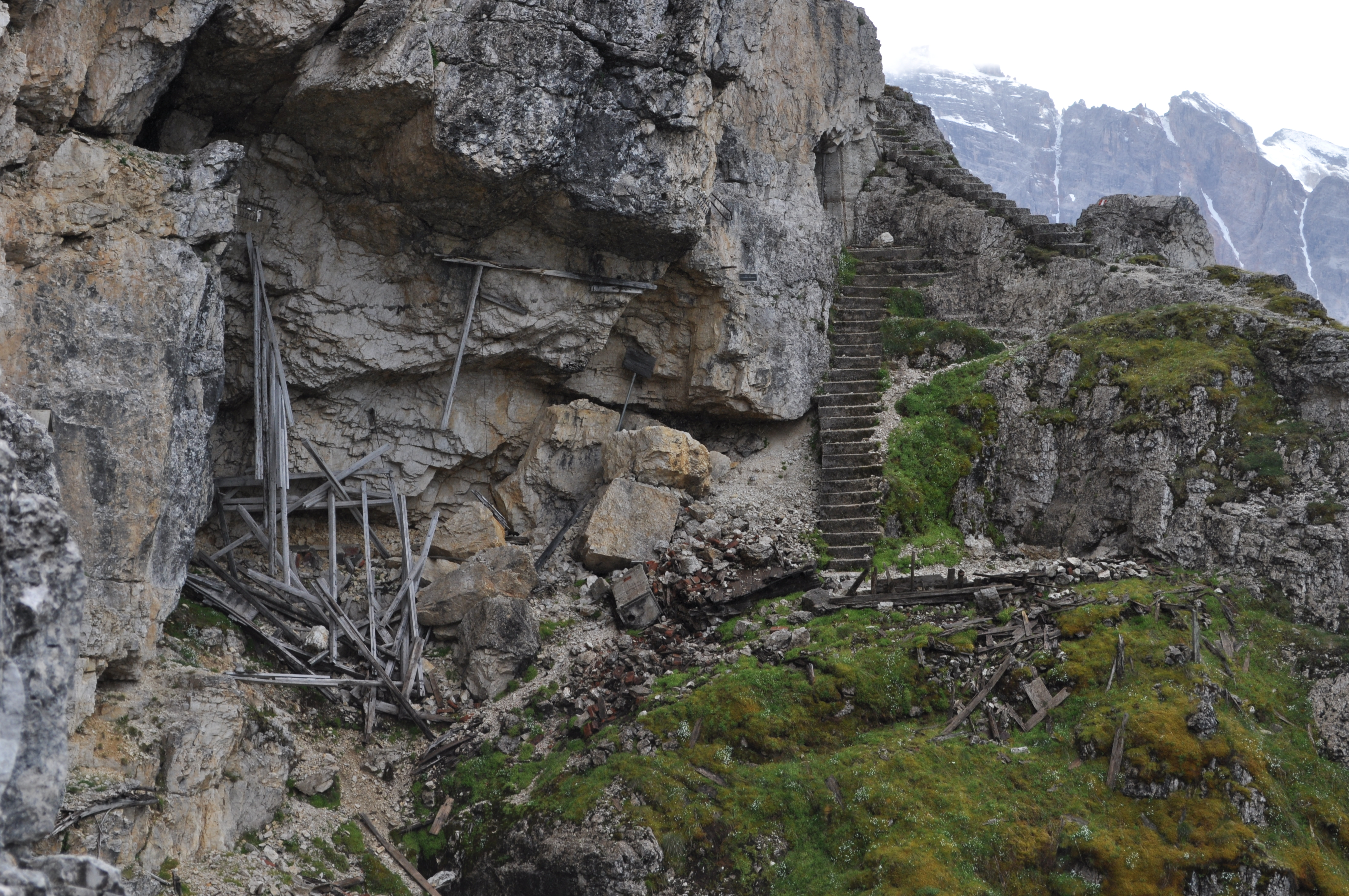
Osztrák-magyar hegyi állás maradványa 2010-ben

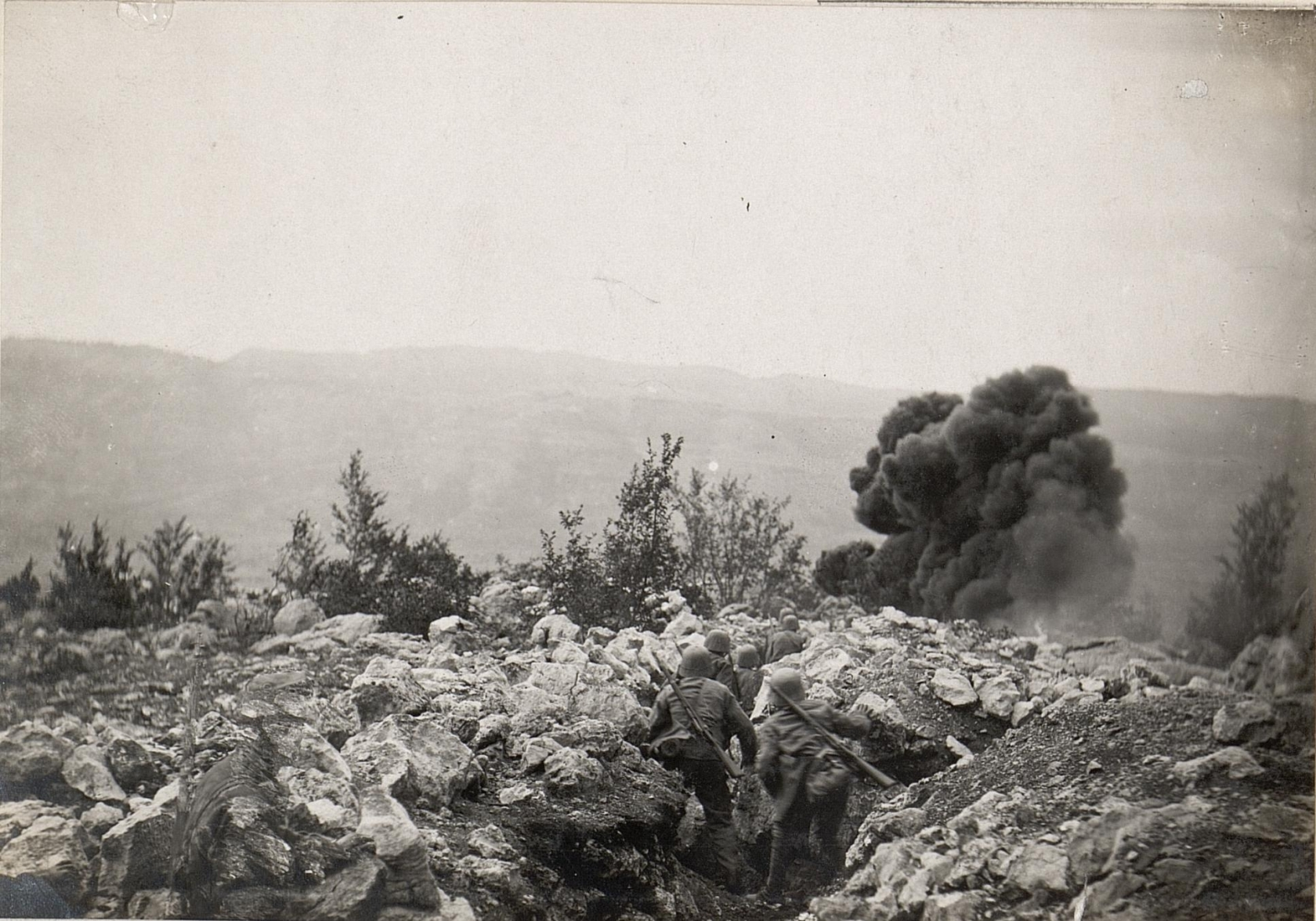
Lángszóróval segített támadás az Isonzo-fronton

Az olasz fronton a 11. isonzói csata (augusztus 17.–szeptember 12.) során Ausztria-Magyarország épp csak elkerült egy súlyos vereséget. Mivel IV. Károly attól tartott, hogy egy újabb olasz támadásnak a csapatai már nem fognak tudni ellenállni, az osztrák-magyar főparancsnokság a németekhez fordult segítségért, amit az ebből a célból külön felállított 14. hadsereg formájában kapott meg, melynek kötelékébe tartozott a Deutsches Alpenkorps (Német Alpesi Hadtest). A várt olasz támadást egy saját offenzívával előzték meg. Az ebből kialakult tizenkettedik isonzói csata (Caporettói csata, németül: karfreiti csata, olaszul: caporettói csata – október 24.–november 11.) során a központi hatalmaknak meglepetésszerűen sikerült áttörniük az ellenséges vonalakat és tizenegy nap alatt 130 km-t tudtak előrenyomulni, megszállták Udine városát, az első nagyobb olasz várost, amit sikerült elfoglalni, és 30 km-re megközelítették Velencét. Az olaszok 305 000 embert veszítettek, ebből 265 000 volt a hadifogoly. A központi hatalmak vesztesége ennek töredéke, mintegy 70 000 fő volt. A hadművelet sikere az első háborús évek alatt kifejlesztett és első alkalommal az 1917-es rigai csatában alkalmazott rohamcsapat-eljárásban (Stoßtruppverfahren) rejlett, melynek során rohamzászlóaljak szűk sávokban gyorsan törtek előre anélkül, hogy a szárnyak védelmének különösen nagyobb figyelmet szenteltek volna. Az olaszok nagy nehezen a Piave mentén és a Monte Grappánál tudták stabilizálni a frontot. A britek öt, a franciák hat hadosztályt küldtek az olaszok megsegítésére. A sztrájkok és tömegdemonstrációk révén részben forradalmi helyzet Olaszországban a fronton elszenvedett katasztrófa következtében lanyhult, mivel „a támadó háború önvédelmi háborúvá lett.” A vereségre reagálva a rapallóban november 7-én megtartott konferencián felállították az antant legfelsőbb haditanácsát, az olasz vezérkar élén Luigi Cadorna helyére Armando Diazt nevezték ki.

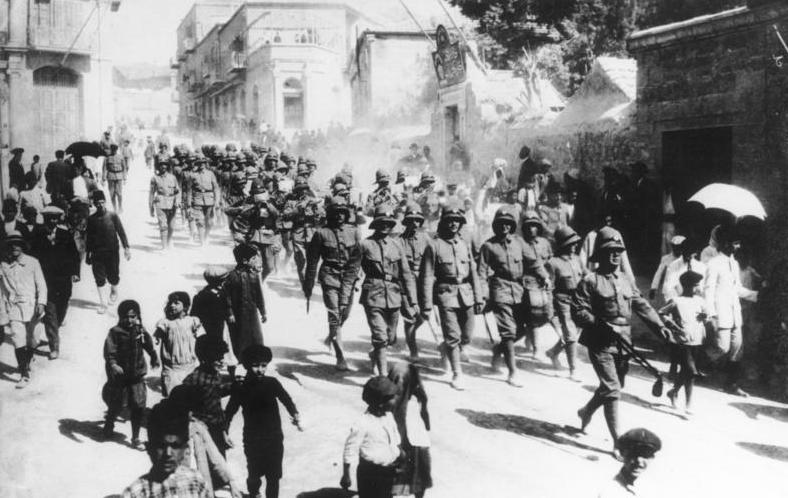
Német katonák Jeruzsálemben, 1917 novembere

Az 1917-es év utolsó nagyobb offenzívája egyben a hadtörténet utolsó nagy lovasrohamát is magával hozta: 1917. október 31-én az ausztrál 4. könnyűlovas dandár 12 000 lovaskatonája és a brit 5. hegyidandár Edmund Allenby tábornok irányításával intézett támadást a török és német csapatok által tartott Beér-Seva ellen és sikerült elfoglalniuk a települést. Falkenhayn ezután november 5-én Jeruzsálembe tette át a főhadiszállását azzal a szándékkal, hogy a várost minden áron megvédi. Az OHL azonban Jeruzsálem kiürítésére adott parancsot, hogy ne érhessék károk a szent helyeket, további kárt okozva a központi hatalmak tekintélyének a világ közvéleménye előtt. A jeruzsálemi csata a felkelő arab csapatok segítségével így december 9-én város britek általi, harc nélküli elfoglalásával ért véget.

## Politikai küzdelmek és békekezdeményezések
Az április 7-ei húsvéti üzenetében Vilmos császár demokratikus reformokat helyezett kilátásba a háború utánra. Április 11-én Gothában a szociáldemokrata pártból (SPD) kivált Németország Független Szociáldemokrata Pártja (USPD), aminek oka a párt baloldali szárnyának fegyelmezetlensége volt a belpolitikai béke (Burgfriedenspolitik) megszegése, az orosz forradalomhoz való viszonyulása és az 1917-es áprilisi sztrájkokban való részvétele miatt. Egy héttel később, április 19-én az SPD (mely az év hátralévő részében egyre inkább Többségi Szociáldemokrata Pártnak – MSDP – nevezte magát) egyenlő állampolgári jogokat és lépéseket követelt a parlamentarizálódáshoz és kinyilvánította egyetértését a petrográdi szovjet azon március végi követeléseivel kapcsolatban, hogy annexiók és jóvátételek nélküli, illetve minden nép szabad nemzeti fejlődését lehetővé tévő békemegállapodásokat kell megkötni. Bethmann Hollweg kancellár a háborús célokhoz és a politikai reformokhoz való közömbös hozzáállása miatt egyre inkább elszigetelődött és szorult helyzetbe került: mivel az MSDP nyilatkozata után az OHL megítélése szerint „nem tudta már kezelni a szociáldemokráciát”, Hindenburg és Ludendorff a császártól a kancellár menesztését követelte – egyelőre még sikertelenül. Az április 23-ai Bad Kreuznach-i konferencián, ahol a háborús célokat vitatták meg, a kancellár az OHL nyomására aláírt egy jegyzőkönyvet, ami Müller tengernagy véleménye szerint az annexiós célok „teljes mértéktelenségére” vonatkozó dokumentum volt.
A második internacionálé stockholmi békekonferenciája június 2-től június 19-ig tartott, de ez éppolyan eredménytelen maradt, mint IV. Károly különbéke elérésére tett kísérletei. Az Oroszországgal való béke lehetősége tavasszal még elúszott az oroszok számára elfogadhatatlan német követelések miatt.
Július 6-án Matthias Erzberger (Német Centrumpárt) Reichstagban mondott beszéde „szenzációt váltott ki minden politikai berekben.” A konzervatív politikus, aki eredetileg a „győzedelmes béke” támogatója volt, a katonai köröknek a tengeralattjáró-háború hatékonyságával kapcsolatos adatainak valótlanságára hívta fel a figyelmet és a „megegyezéses béke” mellett állt ki. Németországnak szerinte le kellett volna mondania az annexiókról. Még ezen a napon megállapodást kötöttek az MSDP, a Centrum és a liberális Haladó Néppárt küldöttei, továbbá a többségi frakciók koordinációs szervezete, a frakcióközi választmány (Interfraktioneller Ausschuss), ami Németország parlamentarizálódásának kezdetét jelentette. Konzervatív kortársak szemében ez jelentette a „forradalom kezdetét”. Erzberger beszéde nyomán Hindenburg és Ludendorff július 7-én a császártól a kancellár felmentését követelték, de Vilmos ismét elutasította ezt. A kancellár július 10-én elérte a császárnál, hogy Poroszországban mindenkit egyenlő választójog illessen meg az eddigi hármas osztályozás helyett, és ezt július 12-én ki is hirdették. Aznap este Hindenburg és Ludendorff a visszalépésükkel fenyegettek abban az esetben, ha a császár az intézkedését nem vonja vissza, aminek a hatására a császár visszakozott. Július 13-án az erről értesített Bethmann Hollweg benyújtotta lemondását, helyére a jórészt ismeretlen Georg Michaelis lépett.
1917. július 19-én a Reichstag többsége megszavazta az Erzberger által benyújtott, nagyon általánosnak tartott békehatározatát, aminek azonban nem lett hatása. Belpolitikailag a Reichstag békehatározatának annyiban volt hatása, hogy szeptember 2-án ellenreakcióként megalakult az annexiópárti, népi-nemzeti Deutsche Vaterlandspartei (kb.: Német Haza Pártja). XV. Benedek pápa Dès le début kezdetű békejegyzékét (enciklikáját?) augusztus 1-én az összes hadban álló országnak elküldte, de ez ugyancsak következmények nélkül maradt. A pápa ebben többek között egy annexiók és jóvátételek nélküli békét, a szabad hajózást és a vitatott kérdéseknek a nemzetközi jog által való rendezését hangsúlyozta. Ez a humanitárius tevékenységekkel (sebesült foglyok cseréjének és az eltűnt katonák felkutatásának megszervezése) egybekötött kezdeményezés és a „haszontalan vérontásként” leírt háború ismételt elítélése a Szent Szék modern külpolitikájának kezdetét jelentette.
Mivel Michaelis kancellár nyíltan az OHL kívánalmainak igyekezett megfelelni, a Reichstagban a többség október vége óta a menesztését követelte és ezt keresztül is tudta vinni. Utóda november 1-től Georg von Hertling lett. December 3-án kezdődtek meg a tárgyalások Oroszország és a központi hatalmak között a különbékéről, december 6-án Finnország bejelentette függetlenségét Oroszországtól.